# 로스코 대시
로스코 대시(Roscoe Dash, 1990년 4월 20일 ~ )는 미국의 힙합, R&B 가수이다. 본명은 제프리 존슨 주니어(Jeffrey Johnson, Jr.)다.